# Steve Smith (Eishockeyspieler, 30. April 1963)
James Stephen „Steve“ Smith (* 30. April 1963 in Glasgow) ist ein ehemaliger schottisch-kanadischer Eishockeyspieler und derzeitiger -trainer, der während seiner aktiven Karriere zwischen 1980 und 2001 unter anderem 938 Spiele für die Edmonton Oilers, Chicago Blackhawks und Calgary Flames in der National Hockey League auf der Position des Verteidigers bestritten hat. Während dieser Zeit gewann er mit den Edmonton Oilers dreimal den Stanley Cup. Seit August 2021 ist Smith als Assistenztrainer beim Hartford Wolf Pack in der American Hockey League tätig.

## Karriere
Smith wurde in der schottischen Hauptstadt Glasgow geboren, aber wuchs im kanadischen Cobourg in der Provinz Ontario auf. Im Juniorenbereich spielte er von 1980 bis 1983 für die London Knights und Brantford Alexanders in der Ontario Hockey League. Während dieser Zeit wurde er von den Edmonton Oilers im NHL Entry Draft 1981 in der sechsten Runde an 111. Position ausgewählt.
Nachdem Smith in den Spielzeiten 1983/84 und 1984/85 erste Erfahrungen in der American Hockey League (AHL) bei den Farmteams der Oilers gesammelt hatte, schaffte er zur Saison 1985/86 den Sprung in den Kader Edmontons. Mit dem Team scheiterte er in dieser Spielzeit in der zweiten Runde der Play-off am großen Konkurrenten und späteren Meister Calgary Flames, wo der Verteidiger im siebten Spiel der Serie mit einem Eigentor – das Tor wurde Calgarys Lanny McDonald gut geschrieben – die Niederlage und damit das Ausscheiden Edmontons mit verschuldete. In den folgenden Jahren entwickelte sich Smith aber zu einer festen Größe im Defensivverbund der Oilers und gewann in den Jahren 1987, 1988 und 1990 jeweils den Stanley Cup mit den Oilers. Im Sommer 1991 wechselte der Abwehrspieler im Tausch für Verteidiger Dave Manson und ein Drittrunden-Wahlrecht im NHL Entry Draft 1992 zu den Chicago Blackhawks.
Mit den Blackhawks erreichte Smith gleich in der Saison 1991/92 noch einmal das Stanley-Cup-Finale und bestritt im Folgejahr mit 57 Scorerpunkten seine persönlich beste Spielzeit. An die zwei erfolgreichen Jahre knüpften sich vier von Verletzungen gezeichnete Jahre an. Zwei Beinbrüche und dauerhafte Rückenbeschwerden bewegten Smith schließlich dazu, nach Beendigung der Saison 1996/97 auszusetzen. Smith fand für die Spielzeit 1997/98 eine Anstellung als Assistenztrainer bei den Calgary Flames unter Cheftrainer Brian Sutter. Für die Saison 1998/99 kehrte Smith für die Flames zurück aufs Eis, legte dafür sein Traineramt aber nieder. Nach einem nahezu verletzungsfreien Jahr wurde Smith zum Spieljahr 1999/2000 zum Mannschaftskapitän bestimmt. Da sich die Rückenprobleme aber alsbald wieder einstellten, absolvierte der Verteidiger nur 20 Partien. Dies setzte sich auch in der folgenden Saison fort, sodass er am 7. Dezember 2000 im Alter von 37 Jahren vom aktiven Sport zurücktrat.
Nach einer längeren Pause fand Smith im Sommer 2008 eine Anstellung als Scout bei seinem Ex-Team Chicago Blackhawks, ehe er zur Spielzeit 2010/11 wieder auf die Trainerbank zurückkehrte. Unter den Cheftrainern Tom Renney, Ralph Krueger und Dallas Eakins arbeitete er bis zum Sommer 2014 als Assistenztrainer bei den Edmonton Oilers. Im Sommer 2014 wechselte er – in selber Position weiterarbeitend – zum Ligakonkurrenten Carolina Hurricanes, die ein neues Trainerteam um Cheftrainer Bill Peters aufbauten. In Carolina war er in der Folge vier Jahre aktiv, bevor er samt Peters entlassen und wenig später im Juli 2018 in gleicher Funktion von den Buffalo Sabres angestellt wurde. Dort entließ man ihn im März 2021 gemeinsam mit Cheftrainer Ralph Krueger nach nur sechs Siegen aus 28 Partien sowie 12 Niederlagen in Folge.
Im August 2021 stellten die New York Rangers ihn als neuen Assistenztrainer ihres Farmteams vor, dem Hartford Wolf Pack aus der AHL.

### International
Smith vertrat seine Wahlheimat Kanada im Rahmen des Canada Cup 1991, den die Kanadier durch zwei Siege über die Vereinigten Staaten in der Best-of-Three-Finalserie gewinnen konnten. Der Verteidiger absolvierte alle acht Turnierspiele und bereitete im Vorrundenspiel gegen die UdSSR den Ausgleichstreffer zum 3:3-Endstand vor. Dazu sammelte er im Turnierverlauf 30 Strafminuten.

## Erfolge und Auszeichnungen
- 1987 Stanley-Cup-Gewinn mit den Edmonton Oilers
- 1988 Stanley-Cup-Gewinn mit den Edmonton Oilers
- 1990 Stanley-Cup-Gewinn mit den Edmonton Oilers
- 1991 Teilnahme am NHL All-Star Game

### International
- 1991 Goldmedaille beim Canada Cup

## Karrierestatistik

### International
Vertrat Kanada bei:
- Canada Cup 1991

(Legende zur Spielerstatistik: Sp oder GP = absolvierte Spiele; T oder G = erzielte Tore; V oder A = erzielte Assists; Pkt oder Pts = erzielte Scorerpunkte; SM oder PIM = erhaltene Strafminuten; +/− = Plus/Minus-Bilanz; PP = erzielte Überzahltore; SH = erzielte Unterzahltore; GW = erzielte Siegtore; 1 Play-downs/Relegation; Kursiv: Statistik nicht vollständig)